# Sklonidba
Sklonidba ili deklinacija jest mijenjanje riječi po padežima, čime im se daje sintaktička uloga u rečenici. Javlja se u mnogim svjetskim jezicima, od indoeuropskih (sanskrta, latinskog, starogrčkog i grčkog, slavenskih jezika, njemačkog, letonskog, litavskog) do finsko-ugarskih (mađarskog, finskog i estonskog); zatim u turskom, bantu jezicima, semitskim jezicima poput modernog arapskog, kečuanskom itd. U staroengleskom jeziku deklinacija je postojala, a u modernom engleskom ostale su tek natruhe, pa se uglavnom smatra da deklinacije nema.
U hrvatskom jeziku sklanjaju se imenske riječi (imenice, zamjenice, pridjevi i brojevi) kroz sedam padeža jednine i sedam padeža množine. Šest padeža odgovara na dva padežna pitanja (pitanje za živo i pitanje za neživo): nominativ – tko? što?, genitiv – koga? čega?, dativ – komu? čemu?, akuzativ – koga? što?, lokativ – o kome? o čemu?,  instrumental – s kim? s čim?, dok je vokativ padež dozivanja uz koji dolaze usklici ej! i oj!. Glagoli, jedina preostala promjenjiva vrsta riječi, mijenjaju se po licima – to se naziva sprezanjem ili konjugacijom.
Grana gramatike koja se bavi sklonidbom i sprezanjem zove se morfologija. U jezicima sa sklonidbom i sprezanjem poput hrvatskog moguć je poprilično slobodan poredak riječi u rečenici; značenje rečenica u jezicima koji ih nemaju ovisi o poretku i značajno se s njim mijenja.
Nemaju svi jezici jednak broj padeža: u latinskom ih je šest, u njemačkom četiri, u finskom petnaest, a u mađarskom osamnaest. Neki jezici određenost imenice izražavaju članom; primjerice, u njemačkom, albanskom, baskijskom, grčkom, irskom, jidišu ili rumunjskom jeziku i on deklinira.

## Deklinacija u hrvatskom jeziku

### Imenice
Deklinacija imenica obuhvaća promjenu po padežima imenica u sva tri roda (muški, ženski, srednji) i po svim brojevima (jednina, množina, dvojina). Imenice se sklanjaju tako da se na osnovu dodaju nastavci za određene padeže. Gramatike hrvatskoga jezika uglavnom navode tri vrste sklonidbe (a-sklonidbu, e-sklonidbu i i-sklonidbu), koje su nazvane po flektivnom morfemu u genitivu jednine, no u Uvodu u jezičnu morfologiju jezikoslovac Ivan Marković navodi još dvije: g-vrstu (u koju spadaju imenice nastale od pridjeva, npr. Hrvatska) i Ø-vrstu (u koju spadaju imenice koje u paradigmi ostaju okamenjena oblika, npr. Nives).
U hrvatskom jeziku po a-sklonidbi dekliniraju se:
- imenice muškog i srednjeg roda čiji nominativ jednine završava na glasovno neispunjeni nastavak -Ø (jelen-Ø, Ivan-Ø; dijet-e-Ø); imenice srednjeg roda čija osnova u nominativu jednine završava samoglasnikom -e proširuju osnovu suglasnicima -n- ili -t- u svim kosim padežima osim u akuzativu jednine (ime, dugme, tele, dijete)
- imenice muškog i srednjeg roda čiji nominativ jednine završava na nastavke -o i -e (domin-o, Mark-o, bijenal-e, Hrvoj-e; sel-o, mor-e)
- imenica doba

U hrvatskom jeziku po e-sklonidbi dekliniraju se:
- imenice ženskog i muškog roda koje u nominativu jednine završavaju na -a (žen-a, An-a; tat-a, Nikol-a)
- imenice muškog roda koje u nominativu jednine završavaju na -o i -e (med-o, Franj-o, Ant-e, bral-e)
- dvosložna ženska imena odmila s dugouzlaznim naglaskom koja u nominativu jednine završavaju na -e (Mar-e, Kat-e)[10]
- imenica mati

U hrvatskom jeziku po i-sklonidbi dekliniraju se:
- imenice ženskog roda koje u nominativu jednine završavaju glasovno praznim nastavkom -Ø (noć-Ø, kost-Ø)[3]
- imenica kći

### Pridjevi
Kao nesamostalne riječi pridjevi se nalaze uz imenice i s njima se mijenjaju po rodu, broju i padežu. Budući da pridjevi mogu biti neodređeni ili određeni, poimence se sklanjaju po dvjema sklonidbama – neodređenoj ili imeničkoj te određenoj ili pridjevsko-zamjeničkoj.

### Zamjenice
Zamjenice se mijenjaju po rodu, broju i padežu. Osobne zamjenice u sklonidbi mijenjaju osnovu (ja→mene, ti→tebe) i za svaku postoje naglašeni i nenaglašeni oblici (mȅne/me, mȅni/mi, njȅga/ga/nj). Osobne zamjenice prvog i drugog lica (ja, ti; mi, vi) obilježjima su slične imenicama jer imaju padežne oblike, no nemaju tri oblika za rod. Osobne zamjenice trećeg lica (on, ona, ono; oni, one, ona) obilježjima su slične pridjevima jer imaju padežne oblike i različite oblike za rod u jednini i množini (ali se za razliku od pridjeva ne stupnjuju).

### Brojevi
Brojevi se mijenjaju po rodu, broju i padežu. Brojevi mogu biti glavni ili kardinalni (jedan, dva, tri) i redni ili ordinalni (prvi, drugi, treći). U hrvatskom jeziku dekliniraju se glavni brojevi jedan, dva, tri i četiri te svi redni brojevi. Broj jedan ima pridjevsko-zamjeničku promjenu, a brojevi dva, tri i četiri mijenjaju se po promjeni nekadašnje dvojine (duala), s time da tri i četiri imaju istu promjenu. Redni brojevi imaju promjenu pridjeva određenog vida. Riječi stotina, tisuća, milijun i milijarda brojevi su samo po funkciji, dok su po ostalim osobinama zapravo imenice, pa se kao imenice i mijenjaju. Pored glavnih i rednih u slavenskim jezicima postoje i zbirni brojevi; u hrvatskom se oni sklanjaju ovako: N dvoje/troje/četvero, G dvoga/troga/četvorga, D dvoma/troma/četvorma…